# Steinach (Saint-Gall)
Pour les articles homonymes, voir Steinach.
Steinach est une commune suisse du canton de Saint-Gall, située dans la circonscription électorale de Rorschach.

Photo aérienne prise à 300 m par Walter Mittelholzer (1923)

## Monuments et curiosités
- L'église paroissiale Saint-Jacques-le-Majeur et Saint-André est reconstruite en 1742-46 par Johann Jakob Grubenmann[3], puis remaniée en 1770 par Johann Ferdinand Beer[4]. Le bâtiment de style baroque possède une nef agrandie qui forme un transept.
- Le Gredhaus est un ancien grenier à céréales de la ville de Saint-Gall, construit en 1473 puis remanié en 1557-61[5].
- Au sud du village, le château de Steinach en ruine depuis le 19e s. est une ancienne résidence des seigneurs de Steinach[6], attestée depuis le 12e s.